# Bernard Pyne Grenfell

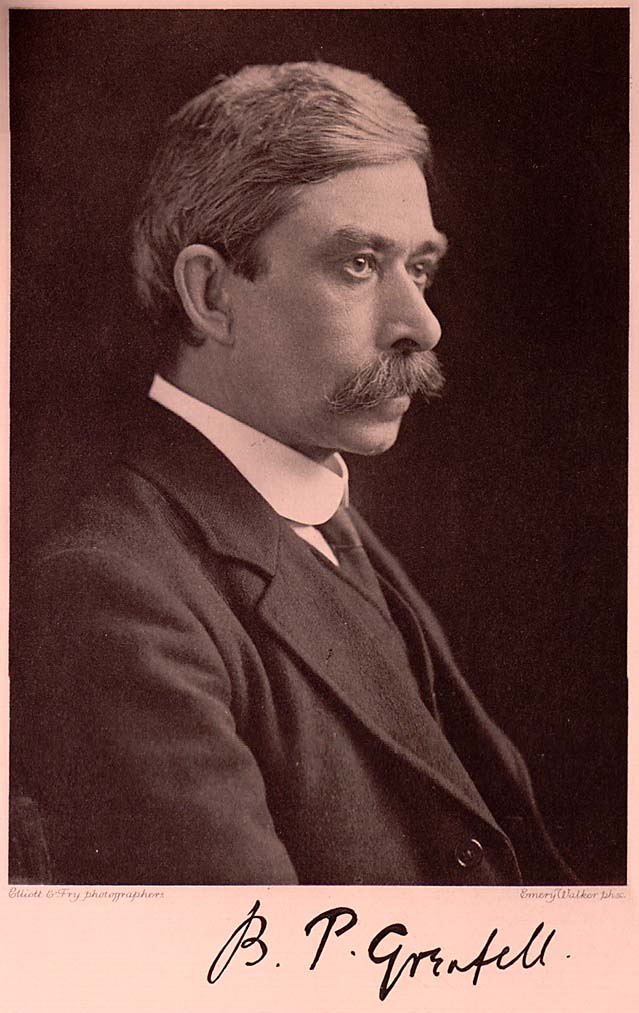
Bernard Pyne Grenfell

Bernard Pyne Grenfell, född 16 december 1869 i Birmingham, död 18 maj 1926 var en brittisk egyptolog och arkeolog. Grenfell upptäckte tillsammans med Hunt år 1896 de så kallade Oxyrhynchus Papyri, det största enskilda fyndet av papyrusmanuskript, på en sopptipp i staden Oxyrhynchus i Egypten.

## Biografi
Grenfell var son till John Granville Grenfell och dennes fru Alice i en välbärgad familj i Birmingham. Som ung var Grenfell lite sjuklig och behövde särskild tillsyn under sina första studier Clifton College. Med åren blev hans hälsa starkare och var i stort helt återställd när han 1888 skrev in sig vid Queen's College vid Oxfords universitet.
Vid Oxford väcktes hans intresse för grekiska papyrusmanuskript och 1893 följde han med arkeologen William Flinders Petrie på en utgrävning till Qift nära Luxor för att lära sig praktisk arkeologi.
1894 reste Grenfell ånyo till Egypten för att delta i utgrävningar.
Hösten 1895 gjordes ytterligare en resa, denna gång i Egypt Exploration Societys regi, målet var Faijum, den historiska staden Oxyrhynchus (nutida Al Bahnasa), i mellersta Egypten. Under våren 1896 tillstötte även hans vän Hunt.
Kort därefter gjorde de båda de första fynden av "Oxyrhynchus papyri" samlingen.
1905 utsågs Grenfell till ledamot i British Academy.
1908 utnämndes Grenfell till professor i Papyrologi vid Oxford.
Under åren tilltog Grenfells sjuklighet med flera attacker under åren och det tog till 1913 tills han återhämtade sig igen och han gifte sig aldrig.
Tillsammans med Hunt gav han 1914 ut boken "The Oxyrhynchus papyri / edited with translations and notes by Bernard P. Grenfell and Arthur S. Hunt".
1926 dog Grenfell endast 56 år gammal, han begravdes på Holywell cemetery i Oxford.